# 1988年夏季残疾人奥林匹克运动会突尼斯代表团
1988年夏季残疾人奥林匹克运动会突尼斯代表团是突尼斯派出的1988年夏季残疾人奥林匹克运动会代表团。获得2枚铜牌。